# Joseph Hansen (danser)
Joseph Hansen (Brussel, 8 maart 1842 – Parijs, 27 juli 1907) was een Belgische danser en choreograaf.

## Biografie
Van 1865 tot 1871 was Hansen directeur van het ballet van de Koninklijke Muntschouwburg te Brussel. Hij was er balletmeester van 1871 tot 1875: zijn eerste productie was Coppélia op 29 november 1871. Na deze functie nam hij eenzelfde positie op aan de Opéra de Paris, waar hij bleef tot 1876. Tussen 1877 en 1878 verbleef Hansen in Londen en van 1879 tot 1882 werkte hij aan het Bolsjojtheater te Moskou, waar hij Het Zwanenmeer van Tsjaikovski en Marius Petipa opvoerde in 1880. Hij leidde er ook de eerste Russische productie van Coppélia in 1882.

## Choreografieën
- Une fête nautique (Brussel, 11 januari 1870)
- Les Belles de nuit (Brussel, 16 maart 1870)
- Les Nations (Brussel, 14 oktober 1871)
- Les Fleurs animées (Brussel, 4 maart 1873)
- La Vision d'Harry (Brussel, 25 december 1877)
- Pierrot macabre (Brussel, 18 maart 1886)
- La Tempête (Parijs, 19 juni 1889)
- Le Rêve (Parijs, 9 juni 1890)
- Psyché et l'Amour (Versailles, 1 juni 1891)
- La Maladetta (Parijs, 24 februari 1893)
- Les Cygnes (Parijs, 5 januari 1896)
- L'Étoile (Parijs, 31 mei 1897)
- La Légende de l'or (Parijs, 24 april 1897)
- Bacchus (Parijs, 26 november 1902)
- La Ronde des saisons (Parijs, 22 december 1905)

- Bibliothèque nationale de France: cb148440377 (data)
- Gemeinsame Normdatei: 1240725345
- International Standard Name Identifier: 0000 0000 4253 8598
- Library of Congress Control Number: no2006117395
- SNAC: w6f506x5
- Système universitaire de documentation: 132569108
- Virtual International Authority File: 5197590
- WorldCat: E39PBJB4cgRgTBJfBQk3qCDQbd